# Kondolencje

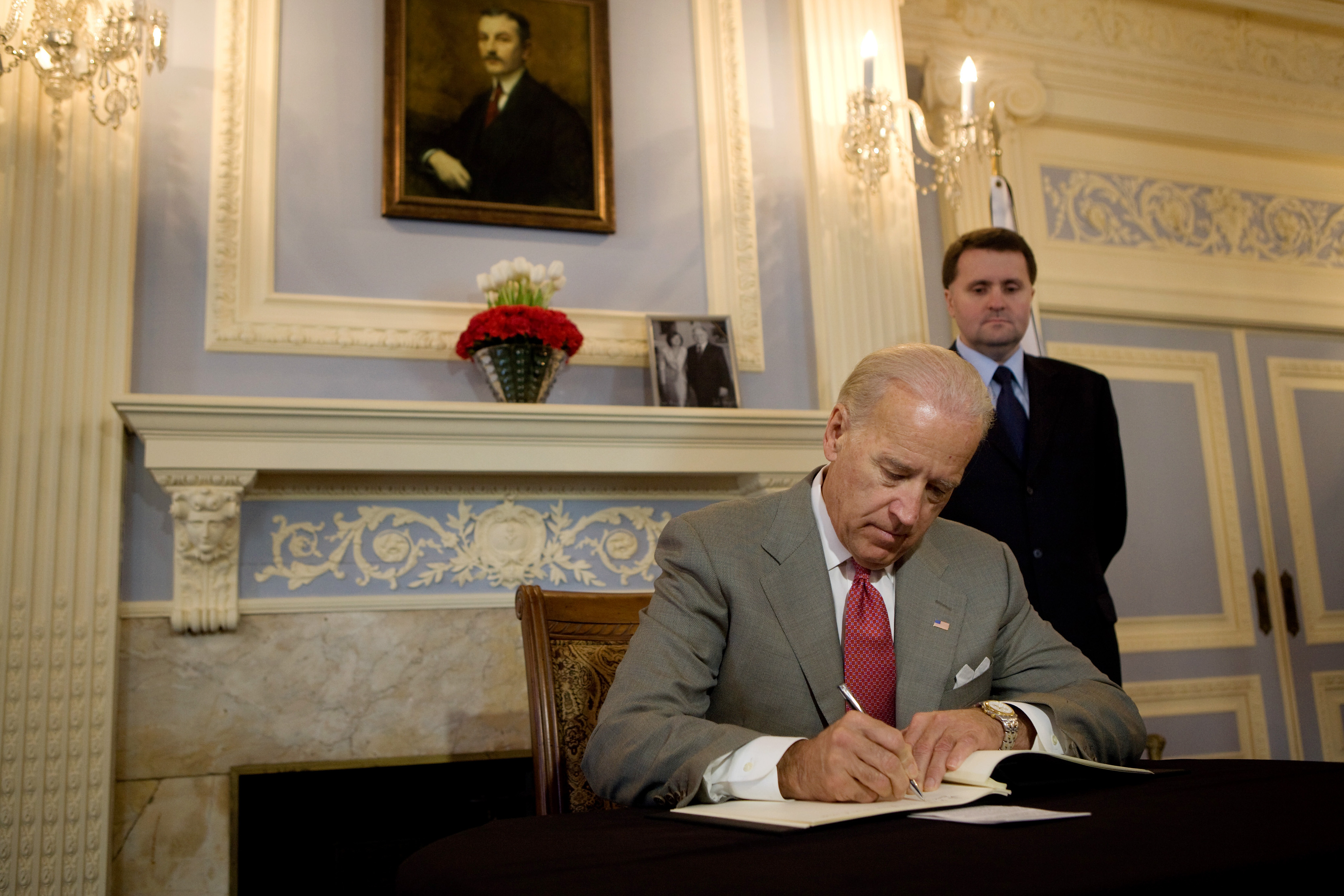
Wiceprezydent Joe Biden wpisujący się do księgi kondolencyjnej w Ambasadzie RP w Waszyngtonie po śmierci Lecha Kaczyńskiego

Kondolencje – wyrażone w uroczystych słowach współczucie i żal z powodu śmierci bliskiej osoby.
W przypadku cenionych lub innych znanych za życia osób, zwyczajowo prezydent lub premier składają kondolencje rodzinom i władzom państwa, z którego pochodziła ważna zmarła osoba lub w którym wydarzyła się katastrofa.